# Rennellbrilvogel
De rennellbrilvogel (Zosterops rennellianus) is een zangvogel uit de familie Zosteropidae (brilvogels).

## Verspreiding en leefgebied
Deze soort is endemisch op het eiland Rennell in de Salomonseilanden.

## Status
De grootte van de populatie is in 2019 geschat op 11.700 volwassen vogels. Op de Rode lijst van de IUCN heeft deze soort de status niet bedreigd.